# Liste von Bratschisten
In die Liste von Bratschisten sind Namen von Bratschisten eingetragen, die umfassende Bekanntheit erlangt haben und die Relevanzkriterien erfüllen.

## Bratschisten und Bratschistinnen
Sortiert nach Geburtsjahr und Alphabet (Nachname):
- Johann Aegidius Bach (1645–1716)
- Roman Hoffstetter (1742–1815)
- Ignaz Umlauf (1746–1796)
- Joseph Schubert (1754–1837)
- Jakob Moralt (1780–1820)
- Carl Heinrich Meyer (1784–1837)
- Christian Urhan (1790–1845)
- Carl Heissler (1823–1878)
- Emanuel Wirth (1842–1923)
- Natalie Bauer-Lechner (1858–1921)
- Théophile Laforge (1863–1918)
- Michael Balling (1866–1925)
- Oskar Nedbal (1874–1930)
- Paul Essek (1875–1948)
- Lionel Tertis (1876–1975)
- Maurice Vieux (1884–1951)
- Wladimir Bakaleinikoff (1885–1953)
- Karl Reitz (1887–1943)
- Emil Bohnke (1888–1928)
- Paul Hindemith (1895–1963)
- Léon Barzin (1900–1999)
- Karla Höcker (1901–1992)
- William Primrose (1904–1982)
- Richard Goldner (1908–1991)
- Paul Rolland (1911–1978)
- Henry Aaron (1914–2000)
- Rudolf Streng (1915–1988)
- Peter Muck (1919–2011)
- Ulrich Koch (1921–1996)
- Franz Beyer (1922–2018)
- Georg W. Borsche (1922–1999)
- Rudolf Barschai (1924–2010)
- James Pataki (1925–2004)
- Alan Iglitzin (* 1931)
- Hans-Christian Bartel (1932–2014)
- Leroy Jenkins (1932–2007)
- Hatto Beyerle (1933–2023)
- Hermann Voss (* 1934)
- Dietmar Hallmann (* 1935)
- Herbert Blendinger (1936–2020)
- Enrique Santiago (1939–2022)
- Thomas Kakuska (1940–2005)
- Joan Kalisch Kraber (1941–2013)
- John Cale (* 1942)
- Reiner Schmidt (1942–2011)
- Nobuko Imai (* 1943)
- Bruno Pasquier (* 1943)
- Jürgen Kussmaul (* 1944)
- Ulrich von Wrochem (* 1944)
- Michael Kugel (* 1946)
- Conrad Zwicky (* 1946)
- Gérard Caussé (* 1948)
- Karl-Michael Krummacher (* 1948)
- Pinchas Zukerman (* 1948)
- Volker Biesenbender (* 1950)
- Heinrich Koll (* 1951)
- Matthias Sannemüller (* 1951)
- Kim Kashkashian (* 1952)
- Juri Baschmet (* 1953)
- Xaver Paul Thoma (* 1953)
- Emile Cantor (* 1955)
- Wolfram Christ (* 1955)
- Garth Knox (* 1956)
- Matthias Buchholz (* 1957)
- James Creitz (* 1957)
- Manfred Honeck (* 1958)
- Marius Nichiteanu (1958–2014)
- Claudio Capponi (* 1959)
- Lars Anders Tomter (* 1959)
- Melanie Dyer (* ≈1960)
- Georg Hamann (* 1960)
- Jim Nolet (* 1961)
- Vincent Royer (* 1961)
- Christophe Desjardins (1962–2020)
- Veronika Hagen (* 1963)
- Tatjana Masurenko (* 1965)
- Isabelle van Keulen (* 1966)
- Hartmut Rohde (* 1966)
- Tabea Zimmermann (* 1966)
- Martin Stegner (* 1967)
- Juri Gilbo (* 1968)
- Ruth Killius (* 1968)
- Gunda Gottschalk (* 1969)
- Mat Maneri (* 1969)
- Zsolt Sőrés (* 1969)
- Klaus Heuermann (* 1970)
- Mario Gheorghiu (* 1972)
- Julian Gillesberger (* 1972)
- Oene van Geel (* 1973)
- Nicholas Cords (* 1974)
- Patryk Zakrocki (* 1974)
- Viacheslav Dinerchtein (* 1976)
- Anton Jivaev (* 1976)
- Gareth Lubbe (* 1976)
- Sophie Lüssi (* 1977)
- Julia Rebekka Adler (* 1978)
- Nils Mönkemeyer (* 1978)
- Maxim Rysanov (* 1978)
- Fanny Paccoud (* ≈1979)
- Antoine Tamestit (* 1979)
- Frantz Loriot (* 1980)
- Pauline Sachse (* 1980)
- Zheng Wenxiao (* 1981)
- Barbara Buntrock (* 1982)
- Emilie Hörnlund (* 1982)
- Cora Venus Lunny (* 1982)
- Marie-Theres Härtel (* 1983)
- Sergei Malow (* 1983)
- Marco Misciagna (* 1984)
- Lech Antonio Uszynski (* 1986)
- Mihai Cocea (* 1990)
- Maria Reich (* 1990)
- You-Young Kim

## Komponisten, die Bratsche spiel(t)en
- Johann Sebastian Bach (1685–1750)
- Ludwig van Beethoven (1770–1827)
- Frank Bridge (1879–1941)
- Rebbecca Clarke (1886–1979)
- Benjamin Britten (1913–1976)
- Fjodor Druschinin (1932–2007)
- Antonín Dvořák (1841–1904)
- Johannes Fritsch (1941–2010)
- Fritz Geißler (1921–1984)
- Joseph Haydn (1732–1809)
- Paul Hindemith (1895–1963)
- Volker David Kirchner (1942–2020)
- Wolfgang Amadeus Mozart (1756–1791)
- Niccolò Paganini (1782–1840)
- Allan Pettersson (1911–1980)
- Ottorino Respighi (1879–1936)
- Alessandro Rolla (1757–1841)
- Franz Schubert (1797–1828)
- Carl Stamitz (1745–1801)
- Johann Stamitz (1717–1757)
- Giuseppe Torelli (1658–1709)